# 피사도
피사도(이탈리아어: Provincia di Pisa)은 이탈리아 토스카나주의 도이다. 도청 소재지는 피사이다. 면적은 2,448 km2, 인구는 421,642(2014년)이며, 토스카나주에서 인구가 두 번째로 많고 면적으로는 다섯 번째로 크다. 37개의 코무네로 구성되어 있다.
에트루리아 및 페니키아까지 거슬러 올라가는 역사를 지닌, 이 지역은 12세기와 13세기에 지중해에서 상당한 힘과 영향력을 지녔었다. 도청 소재인 피사는 기울고 있는 탑을 비롯하여, 관광객들의 이목을 끄는 그 외 역사적 랜드마크로 알려져 있다.

## 역사
피사도는 에트루리아, 페니키아, 갈리아 때로 거슬러 올라가는 오랜 해상 역사를 지녔다. 로마 제국 시기에, 리구리아인, 갈리아인, 카르타고인 등과의 해전이 일어난 곳이었으며 기원전 180년에 로마의 식민지가 되었고 율리우스 카이사르 시기에는 광범위 한 자치권을 얻었다. 이곳의 복잡한 수계 덕에, 로마 제국이 몰락하고 나서, 피사는 사라센 해적들의 피해가 미비하였고 그들과 맞설 수 있었다. 828년, 북아프리카 해안을 향한 군사 원정에 착수하였고 871년에는 피사의 군대가 무어인들의 살레르노 공격을 방어하는 데 도움을 주었다.
11세기에, 피사는 공화국이 되었고, 피사의 해군이 서부 지중해를 지배하던 12세기와 13세기에 전성기에 도달하였다. 해상 공화국으로서, 피사의 세력은 이탈리아반도 너머로 확장되었다. 처음에는 제노바 공화국과 동맹이었다가 그들과 경쟁 상대가 된 뒤, 1284년에 멜로리아 해전에서 참패를 당했다. 이 결과로, 피사는 쇠퇴하기 시작하여 1406년에는 피렌체에 합병되어 16세기에는 토스카나 대공국의 일부가 됐다. 20세기에, 피사는 연합군의 폭격과 나치의 보복으로 인해 많은 피해를 입었다.
최근의 도는 토스카나 대공국 시절에서 내려온 것이며, 도의 영역은 옛 피사 해상 공화국의 일부에 지나지 않다. 1925년, 비보나, 캄필리아마리티마, 카스타녜토카르두치, 체치나, 콜레살베티, 피옴비노, 로시냐노마리티모, 사세타, 수베레토 등의 지자체 등이 리보르노도로 넘어갔고, 동시에 카스텔프랑코디소토, 몬토폴리인발다르노, 산미니아토, 산타크로체술라르노, 산타마리아아몬테 등을 피렌체도가 획득하였다. 1938년에, 카스텔리나마리티마가 행정상의 오류로 인해 리보르노도의 일부인 체치나 지역이 된 곳의 일부를 구입하였다.

## 지리

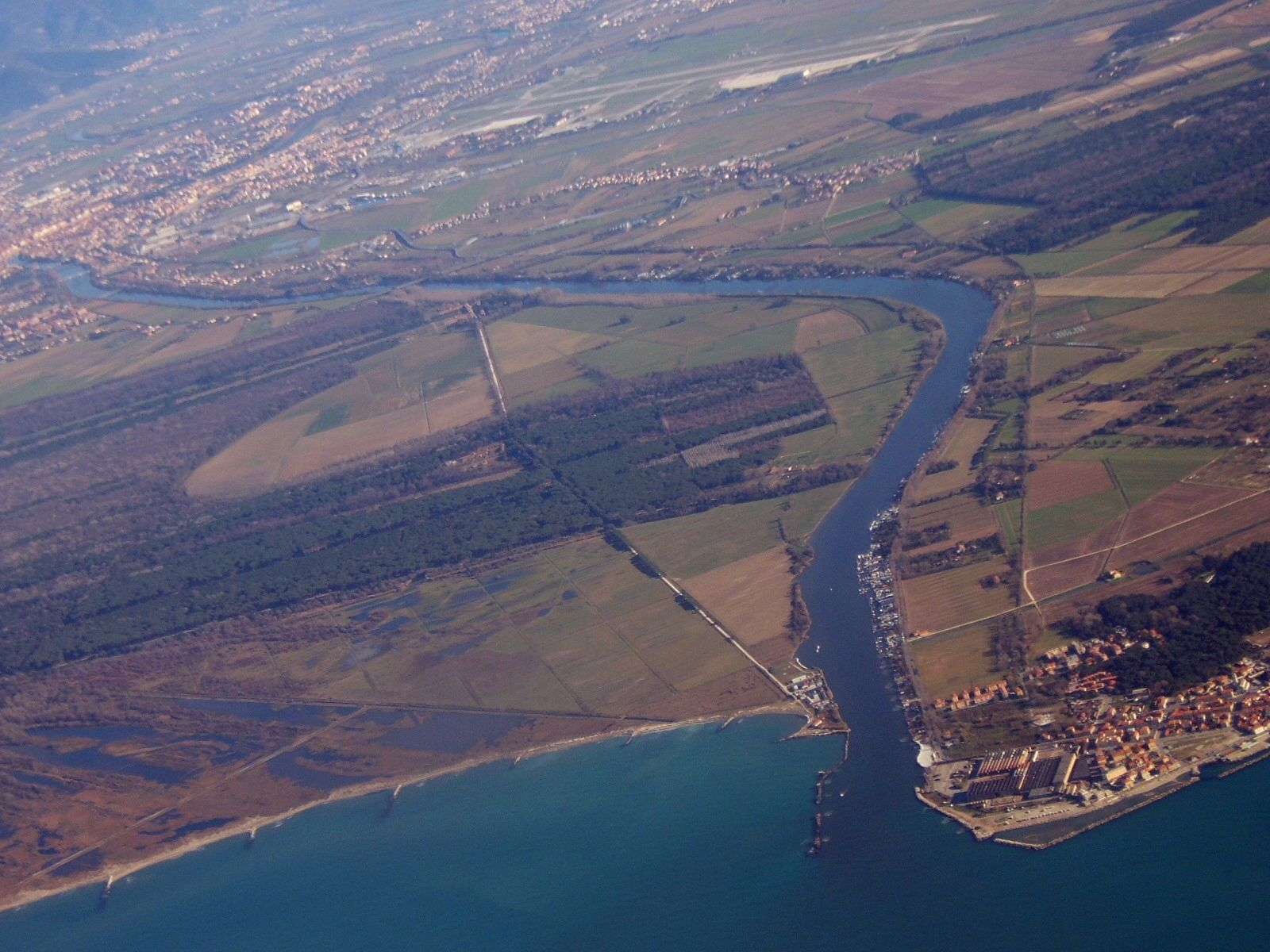
아르노강 하구

피사도는 토스카나 서부에 위치한 아르노강의 충적 평야에서 리구리아해에 이르며 아래로 내려가 있는 총 모양을 하고 있다. 북쪽으로는 루카도, 동쪽으로는 피렌체광역시와 시에나도, 남쪽으로는 그로세토도, 서쪽으로는 리보르노도와 리구리아해와 맞닿아 있다. 39개 코무네 (지자체)로 이뤄져 있으며 인구가 많은 지역들로는 2013년 기준 피사 (86,494명), 카시나 (44,040명), 산줄리아노테르메 (31,039명), 폰테데라 (28,793명), 산미니아토 (27,580명), 폰사코 (15,503명) 등이 있다.
북부 지역은 산악 지역으로, 아펜니노산맥의 피사노산을 포함하며, 피사도를 루카도와 나누는 아푸안 알프스산맥의 최고 지점과 인접해 있다. 피사노산맥 및 피사도의 최고 지점은 세라산 (917 m or 3,009 ft)이다. 대략 15 km (9.3 mi) 거리의 피사도의 해안은 칼람브로네, 티레니아, 마리나디피사 등과 산줄리아노테르메가 공원으로서 보호하고 관리하는 약 1 km (0.62 mi)의 해안을 포함한다. 베키아노의 베키아노마리나 역시도 이 공원에 위치해 있다. 피사 지역은 평평하지만 남쪽으로 조금 내려가 피사도의 남쪽은 구릉, 숲, 옛 마을들로 이뤄진 전형적인 토스카나의 풍경이다. 남쪽 지역에서 특히나 주목할 만한 곳은 체치나강의 계곡인 발 디 체치나 및 서쪽의 옛 도시 볼테라이다. 피사도의 남쪽 지방은 몬테 아이아 데이 디아볼리 정상 (867m)을 포함하고 있는 구릉 지대이다.

## 인구
1861년 이래로 기록된 통계 자료는 피사도의 인구가 1860년대 240,000명에서 1990년대 390,000명로 늘어나는 등의 서서히 증가 추세를 보여주고 있다. 2000년대에 이르며, 오늘날 420,000명이 넘는등 약 30,000명이 증가하였다.
2014년 1월 1일 기준, 이 지역의 인구 10위권에는 피사 (88,627명), 카시나 (44,901명), 산줄리아노테르메 (31,315명), 폰테데라 (28,915명), 산미니아토 (28,072명), 폰사코 (15,609명), 산타크로체술라르노 (14,528명), 카스텔프랑코디소토 (13,431명), 산타마리아아몬테 (13,197명), 카시아나테르메라리 (12,536명) 등이 있다.

## 경제
피사도는 공공 및 사기업 부문에서 다양한 회사들과 단체 등을 두고 있다. 이 지역 주요 생산품 중 하나는 가죽 및 신발로, 800여 개의 회사들이 약 10,000명을 고용하고 있으며 이 분야에서 이탈리아 총 생산량의 35%를 차지한다. 2003년 이래로, 의류 역시도 발전 중이다. 또한 화학 분야에서도 소수의 기업 등이 있기도 하며, 제약사 역시도 강한 분야이다. 이탈리아의 국가 연구 기관인 CNR의 지원을 받은, 시설들이 카시나, 산타크로체, 피콜리 등에서 발전을 이루고 있다. 또한 여러 소프트웨어 개발사와 IT 컨설팅 회사 역시 존재한다. 최근 몇 년간의 경제 위기는 대분 지역에서 활동을 감소시켰으며, 농업은 전통적인 곡물과 포도주, 과실 및 채소 분야의 다양화 덕에 성장을 이어나가고 있다. 최근까지 번성했던 분야에는 기술 (+3.4%), 유리 (+4.5%) 등이 있으며, 신발 (-3.1%), 금속 (-2%), 전자 제품, 운송 장비 (-9.7%), 건설 (-7.8%), 제조업 (-8.2%) 등은 감소하였.
관광업은 지역 경제의 중요한 견인 기여 요소이지만 2013년에 방문자의 수가 10.7% 감소를 겪었으며, 호텔에서 밤을 보내는 비율이 3.5% 떨어졌다.

## 행정

### 코무네

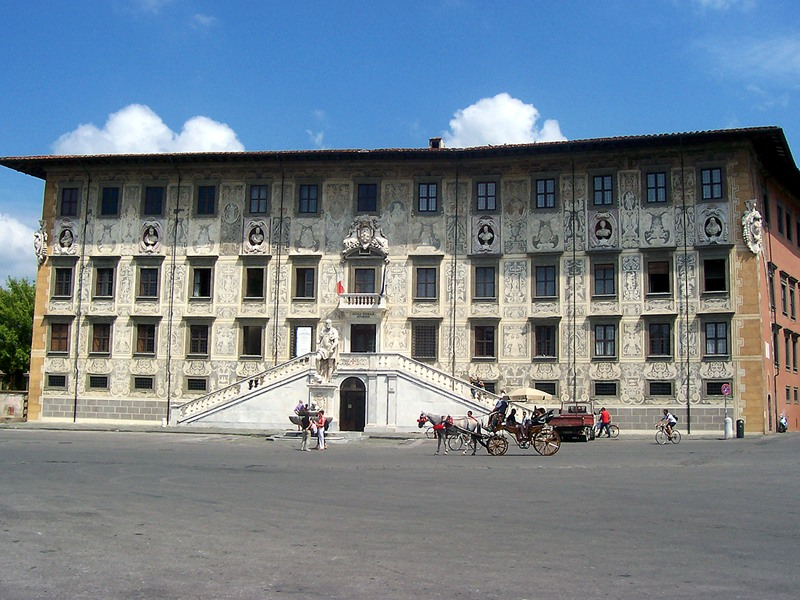
피사의 카로바나궁

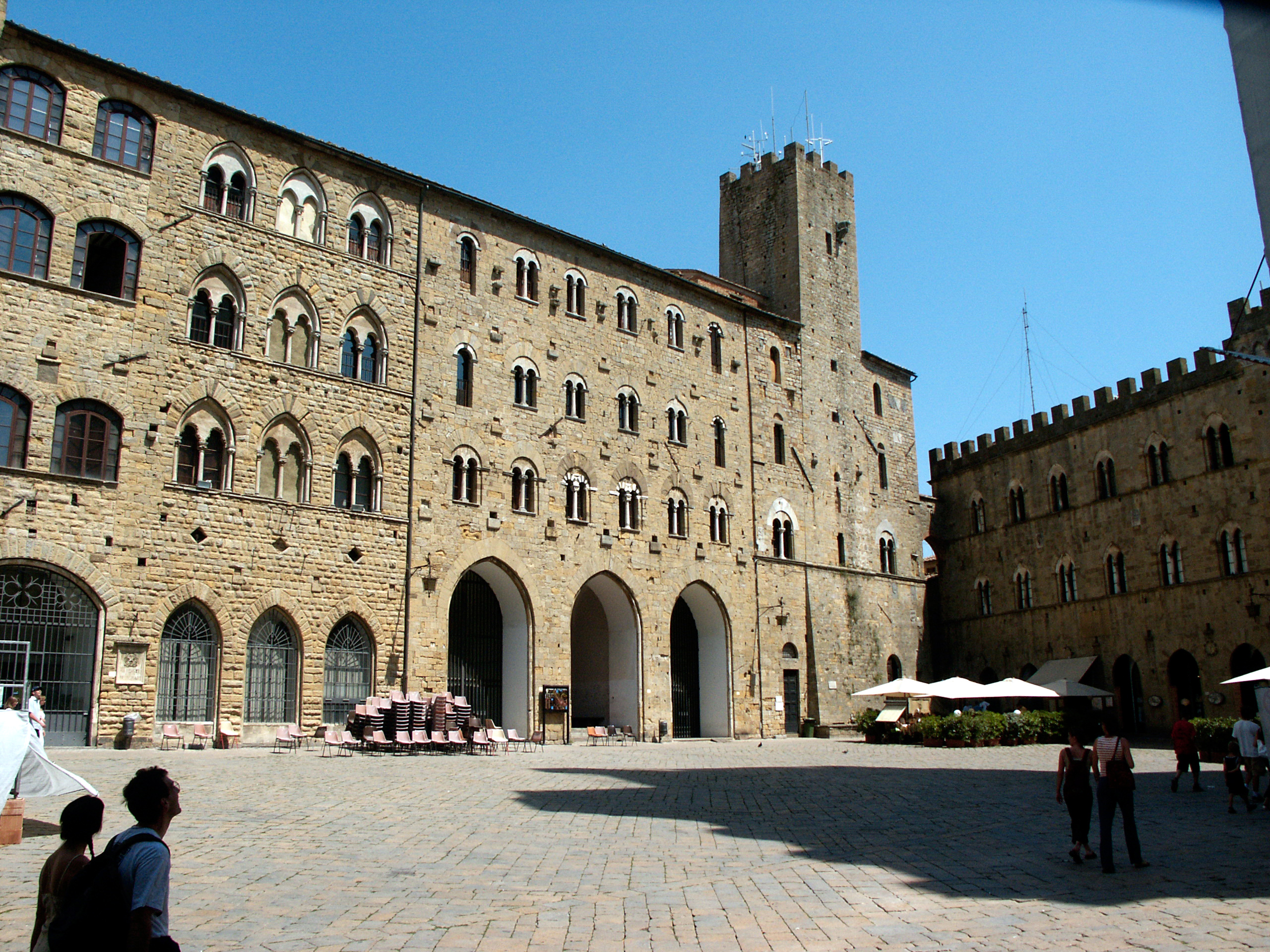
볼테라의 프리오리 광장

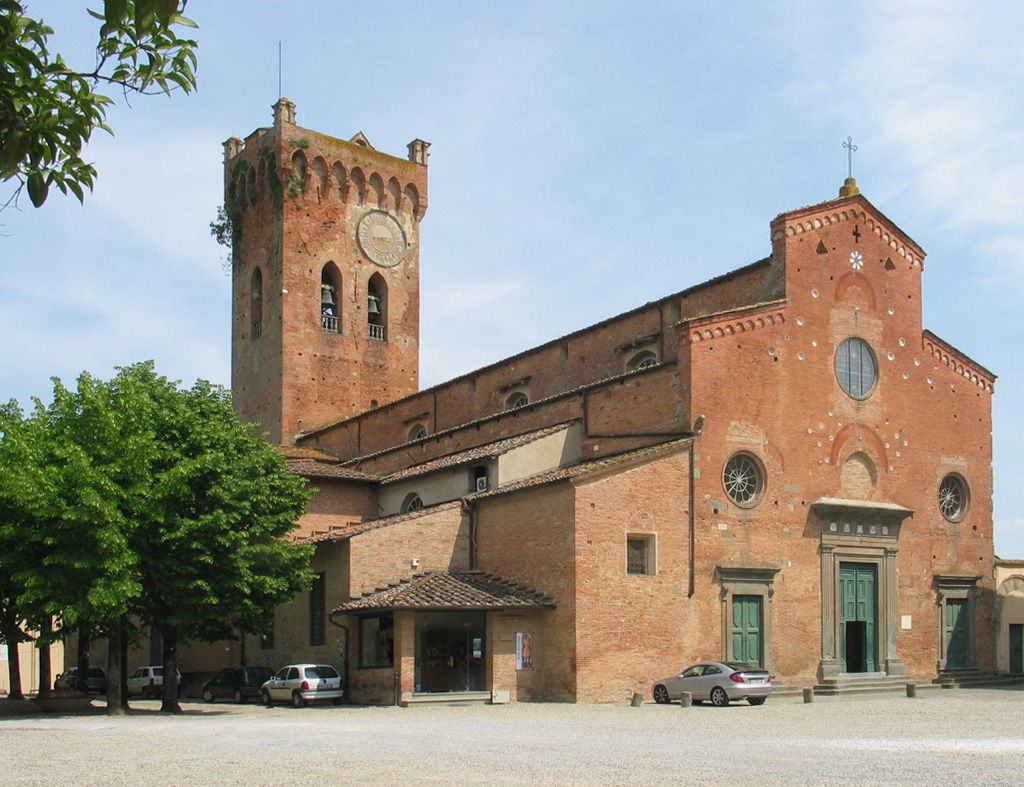
산미니아토 대성당

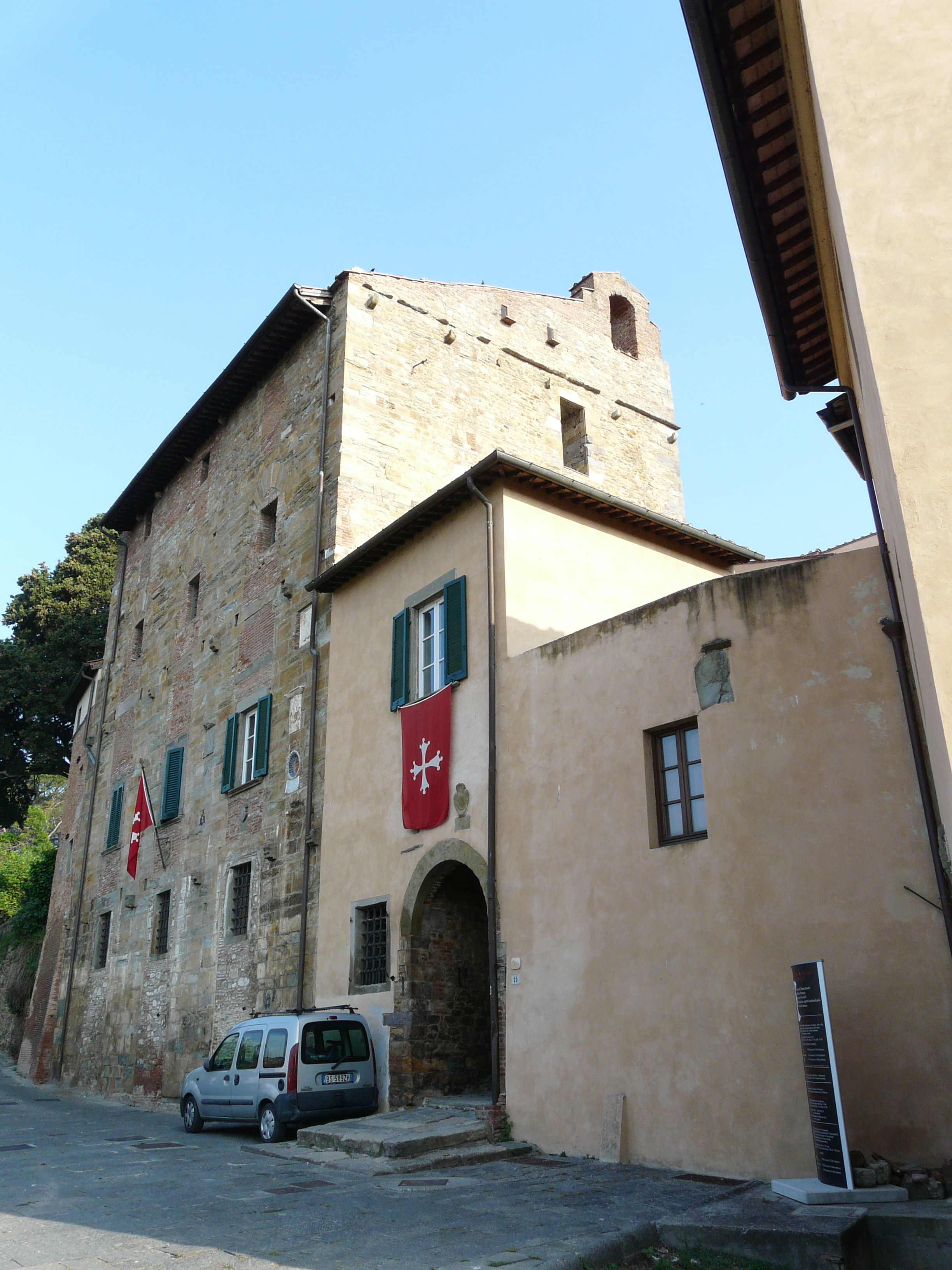
비코피사노

피사도는 37개 코무네로 구성되어 있다. 다음은 그 코무네들의 목록이다:
- 비엔티나
- 부티
- 칼치
- 칼치나이아
- 카판놀리
- 카살레마리티모
- 카시아나테르메라리
- 카시나
- 카스텔프랑코디소토
- 카스텔리나마리티마
- 카스텔누오보디발디체치나
- 키안니
- 크레스피나로렌차나
- 파울리아
- 구아르디스탈로
- 라야티코
- 몬테카티니발디체치나
- 몬테스쿠다이오
- 몬테베르디마리티모
- 몬토폴리인발다르노
- 오르차노피사노
- 팔라이아
- 페촐리
- 피사
- 포마란체
- 폰사코
- 폰테데라
- 리파르벨라
- 산줄리아노테르메
- 산미니아토
- 산타크로체술라르노
- 산타루체
- 산타마리아아몬테
- 테리촐라
- 베키아노
- 비코피사노
- 볼테라

### 피사도의 도지사 목록
|        | 도지사               | 임기 시작 | 임기 끝 | 당                                         |
| ------ | -------------------- | --------- | ------- | ------------------------------------------ |
|        | 조이엘로 오르시니    | 1975년    | 1980년  | 사회당                                     |
|        | 로베르토 미수리      | 1980년    | 1981년  | 사회당                                     |
|        | 파우스타 자니 체키니 | 1981년    | 1985년  | 사회당                                     |
|        | 오스발도 토치        | 1986년    | 1990년  | 이탈리아 공산당                            |
|        | 지노 누네스          | 1990년    | 1995년  | 이탈리아 공산당 좌파민주당 좌파 민주주의당 |
| 1995년 | 지노 누네스          | 1999년    |         | 이탈리아 공산당 좌파민주당 좌파 민주주의당 |
| 1999년 | 지노 누네스          | 2004년    |         | 이탈리아 공산당 좌파민주당 좌파 민주주의당 |
|        | 안드레아 피에로니    | 2004년    | 2009년  | 좌파 민주주의당 민주당                     |
| 2009년 | 안드레아 피에로니    | 2014년    |         | 좌파 민주주의당 민주당                     |
|        | 마르코 필리페스키    | 2014년    | 2018년  | 민주당                                     |
|        | 마시밀리아노 앙고리  | 2018년    | '재임'  | 민주당                                     |

## 주요 관광지
피사의 주요 관광지 (피사의 사탑, 대성탕, 카로바나궁)외에도, 이 지역에는 각 도시들과 마을마다 여러 관광지를 두고 있다. 오래된 도시 볼테라는 대성당, 에트루리아 및 로마 시대의 유적지, 박물관, 교회, 궁전들로 유명하다.
언덕 세 곳 위에 자리 잡은 중세 도시 산미니아토는 대성당, 성탑, 궁전 두 곳, 다수의 오래된 교회들을 두고 있다.
피사도에는 흥미로운 많은 마을들이 있으며, 요새와 성탑으로 유명한 비코피사노, 카르투지오회 수도원 (현재는 박물관)으로 유명한 칼치, 성 및 메디치 가문의 저택으로 유명한 부티 등이 있다.
그 외 흥미로운 장소들에는 산줄리아노테르메의 코를리아노 저택, 카스텔디프랑코디소토의 중세 마을, 몬토폴리인발다르노의 성탑들, 페키올리의 종탑, 포마란체의 로카 실라나 요새 등이 있다.